# NGC 6615
NGC 6615 é uma galáxia espiral barrada (SB0-a) localizada na direcção da constelação de Ophiuchus. Possui uma declinação de +13° 15' 55" e uma ascensão recta de 18 horas, 18 minutos e 33,4 segundos.
A galáxia NGC 6615 foi descoberta em 9 de Julho de 1863 por Albert Marth.